# Championnat de Pologne de football 1993-1994
Navigation
Édition précédente Édition suivante
La saison 1993-1994 du championnat de Pologne est la soixante-sixième saison de l'histoire de la compétition. Cette édition a été remportée par le Legia Varsovie, devant le GKS Katowice.

## Les clubs participants
| Club                  | Ville        |
| --------------------- | ------------ |
| GKS Katowice          | Katowice     |
| Górnik Zabrze         | Zabrze       |
| Hutnik Cracovie       | Cracovie     |
| Lech Poznań           | Poznań       |
| Legia Varsovie        | Varsovie     |
| LKS Łódź              | Lódź         |
| Miliarder Pniewy (pl) | Pniewy       |
| Pogoń Szczecin        | Szczecin     |
| Polonia Varsovie      | Varsovie     |
| Ruch Chorzów          | Chorzów      |
| Siarka Tarnobrzeg     | Tarnobrzeg   |
| Stal Mielec           | Mielec       |
| Stal Stalowa Wola     | Stalowa Wola |
| Warta Poznań          | Poznań       |
| Widzew Łódź           | Lódź         |
| Wisła Cracovie        | Cracovie     |
| Zagłębie Lubin        | Lubin        |
| Zawisza Bydgoszcz     | Bydgoszcz    |

## Compétition

### Classement
| Rang | Équipe                    | Pts | J  | G  | N  | P  | Bp | Bc | Diff |
| ---- | ------------------------- | --- | -- | -- | -- | -- | -- | -- | ---- |
| 1    | Legia Varsovie -3 (C)     | 48  | 34 | 19 | 13 | 2  | 72 | 24 | +48  |
| 2    | GKS Katowice              | 47  | 34 | 17 | 13 | 4  | 52 | 28 | +24  |
| 3    | Górnik Zabrze             | 46  | 34 | 17 | 12 | 5  | 56 | 32 | +24  |
| 4    | ŁKS Łódź -3,              | 42  | 34 | 17 | 11 | 6  | 49 | 24 | +25  |
| 5    | Pogoń Szczecin            | 41  | 34 | 11 | 19 | 4  | 39 | 24 | +15  |
| 6    | Widzew Łódź               | 39  | 34 | 12 | 15 | 7  | 45 | 33 | +12  |
| 7    | Ruch Chorzów              | 37  | 34 | 14 | 9  | 11 | 48 | 41 | +7   |
| 8    | Hutnik Cracovie           | 37  | 34 | 12 | 13 | 9  | 33 | 30 | +3   |
| 9    | Lech Poznań (T)           | 35  | 34 | 12 | 11 | 11 | 39 | 32 | +7   |
| 10   | Miliarder Pniewy (pl) (P) | 33  | 34 | 11 | 11 | 12 | 41 | 40 | +1   |
| 11   | Stal Mielec               | 31  | 34 | 11 | 9  | 14 | 32 | 45 | -13  |
| 12   | Stal Stalowa Wola (P)     | 30  | 34 | 8  | 14 | 12 | 25 | 37 | -12  |
| 13   | Zaglebie Lubin            | 30  | 34 | 9  | 12 | 13 | 40 | 47 | -7   |
| 14   | Warta Poznań (P)          | 30  | 34 | 11 | 8  | 15 | 32 | 45 | -13  |
| 15   | Wisła Cracovie -3         | 22  | 34 | 6  | 13 | 15 | 30 | 46 | -16  |
| 16   | Siarka Tarnobrzeg         | 19  | 34 | 5  | 9  | 20 | 25 | 57 | -32  |
| 17   | Polonia Varsovie (P)      | 19  | 34 | 4  | 11 | 19 | 28 | 61 | -33  |
| 18   | Zawisza Bydgoszcz         | 17  | 34 | 4  | 9  | 21 | 30 | 70 | -40  |

| Légende : Qualifications et relégations | Légende : Qualifications et relégations                                            |
| --------------------------------------- | ---------------------------------------------------------------------------------- |
|                                         | Ligue des champions de l'UEFA 1994-1995 (Tour préliminaire)                        |
|                                         | Coupe d'Europe des vainqueurs de coupe 1994-1995 (1er tour)                        |
|                                         | Coupe UEFA 1994-1995 (1er tour)                                                    |
|                                         | Relégué en II Liga                                                                 |
|                                         | (T) : Tenant du titre (C) : Vainqueur de la Coupe de Pologne 1993-1994 (P) : Promu |

## Bilan de la saison
| Tableau d'Honneur |                |
| Compétition       | Vainqueur      |
| I Liga            | Legia Varsovie |
| Coupe de Pologne  | Legia Varsovie |

| Promotions et relégations |                                                                        |
| Relégués en II Liga       | Wisła Cracovie Siarka Tarnobrzeg Polonia Varsovie Zawisza Bydgoszcz    |
| Promus de II Liga         | Raków Częstochowa Olimpia Poznań (pl) Stomil Olsztyn Petrochemia Płock |

| Qualifications européennes 1994-1995   |                            |
| Ligue des Champions                    | Qualifié                   |
| 1er tour                               | Legia Varsovie             |
| Coupe d'Europe des vainqueurs de coupe | Qualifié                   |
| 1er tour                               | ŁKS Łódź                   |
| Coupe UEFA                             | Qualifié                   |
| 1er tour                               | GKS Katowice Górnik Zabrze |

## Meilleurs buteurs
| # | Joueur               | Équipe                | Buts |
| - | -------------------- | --------------------- | ---- |
| 1 | Zenon Burzawa        | Miliarder Pniewy (pl) | 21   |
| 2 | Marian Janoszka (pl) | GKS Katowice          | 14   |
| 2 | Jerzy Podbrożny      | Legia Varsovie        | 14   |